# Roland Watschke
Roland Watschke (* 6. Mai 1934) ist ein ehemaliger deutscher Langstreckenläufer.

## Karriere
Watschke begann seine Karriere als Läufer beim OSC Waldniel in Waldniel am Niederrhein und wurde dort durch Ernst van Aaken trainiert. Anfangs lief er Wettkämpfe über die 400-Meter-Strecke, wandelte sich in Abstimmung mit seinem Trainer jedoch zum Langstreckenläufer. Der 5000-Meter-Lauf und der 10.000-Meter-Lauf wurden für ihn zu den wichtigsten Wettkampfdisziplinen. Von Waldniel aus wechselte Watschke zum Weseler TV. In Wesel blieb er für lediglich ein Jahr, allerdings gelangen ihm in diesem Jahr die ersten größeren Erfolge. Bei den Deutschen Leichtathletik-Meisterschaften 1959 belegte er im 10.000-Meter-Lauf der Herren den dritten Rang. Unter seinen Vereinskollegen in Wesel war der in den gleichen Disziplinen antretende Ludwig Müller, der als „Held von Augsburg“ Bekanntheit erlangt hatte.
Nach seiner Station beim Weseler TV trat Watschke ab 1960 für den VfL Wolfsburg an. Bei den Deutschen Leichtathletik-Meisterschaften konnte er seinen ersten Erfolg noch ausbauen und wurde 1960 und 1961 jeweils deutscher Meister über 10.000 Meter. 1961 gewann er zusätzlich den Meistertitel im 5000-Meter-Lauf. Daran konnte er 1962 nicht mehr anknüpfen, im 10.000-Meter-Lauf belegte er jedoch nochmals den dritten Rang. Insgesamt holte er bei Deutschen Meisterschaften somit drei Gold- und zwei Bronzemedaillen. Als wesentliche Stärke Watschkes galt sein besonders schneller Schlussspurt. Dadurch war es ihm in Wettbewerben häufig möglich, erst kurz vor Ende die Spitzenposition zu übernehmen und das Rennen zu gewinnen. Seine Bestzeiten belaufen sich für die 3000-Meter-Distanz auf 8:04,2 min (aufgestellt 1961 in Turku, Finnland), für die 5000-Meter-Strecke auf 14:00,0 min (aufgestellt 1961 bei den Deutschen Meisterschaften in Düsseldorf) und für den 10.000-Meter-Lauf auf 29:29,4 min (aufgestellt 1962 bei den Deutschen Meisterschaften in Hamburg).
Im Hauptberuf erlangte Watschke eine leitende Position im Geschäftsbereich Systemanalyse bei Volkswagen. 1993 ging er in den Ruhestand.